# Alfred Dunhill Cup
Alfred Dunhill Cup était une compétition de golf disputé par équipe de trois joueurs représentant leur pays et connue sous le nom « World Team Championship ». La compétition, disputée de 1985 à 2000, sur le parcours du  Old Course de St Andrews en Écosse, était un tournoi non officiel du circuit européen, le prix n'intervenant pas dans le classement de l'Ordre du Mérite européen. 
Le tournoi était en compétition avec la World Cup of Golf, tournoi qui se déroulait par équipe de deux joueurs. Avec l'entrée de cette dernière compétition dans le World Golf Championships, les sponsors de « World Team Championship » décident de remplacer leur tournoi par un autre, le Alfred Dunhill Links Championship.

## Déroulement
La compétition est ouverte à 16 équipes qui disputent un round robin sur trois jours pour déterminer les quatre demi-finalistes. Les demi-finales et finale sont disputées le dimanche.

## Palmarès
| année | Nation         | Joueurs                                                        |
| ----- | -------------- | -------------------------------------------------------------- |
| 1985  | Australie      | David Graham, Graham Marsh, Greg Norman                        |
| 1986  | Australie      | Rodger Davis, David Graham, Greg Norman                        |
| 1987  | Angleterre     | Gordon J. Brand, Howard Clark, Nick Faldo                      |
| 1988  | Irlande        | Eamonn Darcy, Ronan Rafferty, Des Smyth                        |
| 1989  | États-Unis     | Mark Calcavecchia, Tom Kite, Curtis Strange                    |
| 1990  | Irlande        | David Feherty, Ronan Rafferty, Philip Walton                   |
| 1991  | Suède          | Anders Forsbrand, Per-Ulrik Johansson, Mats Lanner             |
| 1992  | Angleterre     | David Gilford, Steven Richardson, Jamie Spence                 |
| 1993  | États-Unis     | Fred Couples, John Daly, Payne Stewart                         |
| 1994  | Canada         | Dave Barr, Rick Gibson, Ray Stewart                            |
| 1995  | Écosse         | Andrew Coltart, Colin Montgomerie, Sam Torrance                |
| 1996  | États-Unis     | Phil Mickelson, Mark O'Meara, Steve Stricker                   |
| 1997  | Afrique du Sud | Ernie Els, David Frost, Retief Goosen                          |
| 1998  | Afrique du Sud | Ernie Els, David Frost, Retief Goosen                          |
| 1999  | Espagne        | Sergio García, Miguel Ángel Jiménez, José Maria Olazábal       |
| 2000  | Espagne        | Miguel Ángel Jiménez, Miguel Ángel Martín, José Maria Olazábal |